# مواستاتین
مواستاتین (انگلیسی: Mevastatin) یک عامل هیپولیپیدمیک است که به دسته استاتین‌ها تعلق دارد. این ماده یک مهارکننده ردوکتاز HMG-CoA است اما به بازار عرضه نشد.